# 胡子玫
胡 子玫（フー・ツィメイ、拼音: Hu Zǐmei、1986年10月7日 - ）は、中華人民共和国の女優。身長163cm。体重45kg。

## テレビドラマ
- ストレンジャー〜上海の芥川龍之介〜A Stranger in Shanghai（2019年12月30日、NHK BS8K・BS4K・総合テレビ） - 玉蘭 役[1]